# 工藤恒夫
工藤 恒夫（くどう つねお、1935年1月8日 - 2007年3月6日）は、日本の経済学者。中央大学名誉教授。
学位は経済学博士（中央大学・1985年）。
中央大学助手、専任講師、助教授、教授、理事、評議員、社会政策学会幹事などを歴任した。

## 略歴[1][2]
1935年1月8日、秋田県生まれ。1985年に中央大学より経済学博士。
- 1953年3月 - 秋田市立高等学校（現：秋田県立秋田中央高等学校）卒業
- 1953年4月 - 中央大学経済学部入学
- 1957年3月 - 中央大学経済学部卒業
- 1957年4月 - 中央大学大学院経済学研究科修士課程入学
- 1959年3月 - 中央大学大学院経済学研究科修士課程修了
- 1959年4月 - 中央大学大学院経済学研究科博士課程入学
- 1964年3月 - 中央大学大学院経済学研究科博士課程単位取得退学
- 1965年4月 - 中央大学経済学部助手
- 1968年4月 - 中央大学経済学部専任講師
- 1970年4月 - 中央大学経済学部助教授
- 1980年3月 - 「現代フランス社会保障論」により，経済学博士（中央大学）を取得（論文博士）
- 1980年4月 - 中央大学経済学部教授
- 1985年4月 - 1989年3月 中央大学経済学部長
- 1985年4月 - 2002年 中央大学評議員
- 1986年4月 - 1989年3月 中央大学理事

## 著書
- 『現代フランス社会保障論』青木書店、1984年。 ISBN 978-4250840166
- 『資本制社会保障の一般理論』新日本出版社、2003年。 ISBN 978-4406029667